# C21H23NO6
分子式C21H23NO6（摩尔质量：385.416 g/mol）可以指：
- 3,14-二乙酰氧基吗啡酮（英语：3,14-Diacetyloxymorphone），CAS号：64643-76-1
- 多果海鞘品（西班牙语：Policarpina (Isoquinolina)），CAS号：63490-92-6
- 嘉兰素（波兰语：Gloriozyna），CAS号：7411-12-3

|  | 这个同类索引页列出了具有相同分子式的化学物（即同分異構體）条目。 除非您是有意链接至本页，否则应将相应条目的内部链接指向正确的条目。 |